# سوبيرا (فلم 2018)
سوبيرا (بالإنجليزية: Subira) هو فيلم دراما كيني صدر سنة 2018 وأخرجته المُخرجة رافنيت سيبي شادا. اختير الفيلم ليكون الترشيح الرسمي لدولة كينيا بخصوص جائزة الأوسكار لأفضل فيلم بلغة أجنبية في حفل توزيع جوائز الأوسكار الثاني والتسعون، لكن لم يتم ترشيحه.

## طاقم التمثيل
- بريندا وايريمو في دور سوبيرا.

## روابط خارجية
مقالات تستعمل روابط فنية بلا صلة مع ويكي بيانات